# Baba-Jaga Chasma
Il Baba-Jaga Chasma è una struttura geologica della superficie di Venere.